# Patriarhul Arsenie al III-lea
Arsenie al III-lea Čarnojević (n. 1633, Cetinje, Muntenegru - d. 1706, Viena) a fost patriarh al Bisericii Ortodoxe Sârbe între anii 1674-1691. În urma privilegiilor acordate de împăratul Leopold I s-a refugiat împreună cu ca. 60.000-70.000 de sârbi pe teritoriul cucerit de austrieci în urma Marelui Război Turcesc (1683-1699).
S-a stabilit lângă orașul Buda, la Szentendre, unde a pus bazele Episcopiei Ortodoxe de Buda. A funcționat ca prim titular al acesteia din anul 1691 până la moartea sa, în 1706.